# 郭林勇
郭林勇，台灣前律師、政治人物，彰化縣員林鎮人，曾代表中國國民黨及台灣團結聯盟任職立法委員。

## 經歷
郭林勇從國立中興大學法商學院(今國立台北大學)法律學系三年級起報考律師，連續20年落榜。

1979年，郭林勇第21次參加公務人員高等考試，終於上榜。

1980年，郭林勇成為執業律師。

1983年，郭林勇獲得中國國民黨提名參選台灣省第三選區（台中市、台中縣、彰化縣、南投縣）第一屆第四次增額立法委員，當選。當年為最年輕立法委員

1986年，郭林勇競選連任第一屆第五次增額立法委員，高票落選。

2001年，郭林勇與曾華、劉瑞村、張法鶴、張平沼、梁宇賢等人共同創辦中華民國法學研究會。

2002年，郭林勇當選中華民國律師公會全國聯合會理事長，兼任中華民國律師公會全國聯合會律師訓練所所長。2003年獲第三屆國立臺北大學傑出校友。

2004年，郭林勇獲得台灣團結聯盟提名為第6屆全國不分區立法委員候選人。

2004年12月，郭林勇當選第6屆全國不分區立法委員。

2004年12月29日，郭林勇自行前往台灣團結聯盟中央黨部領表登記參選黨主席。

2005年1月5日，郭林勇與羅明赴台北市翠山莊拜會台灣團結聯盟精神領袖李登輝，三人晤談將近三個小時後，郭林勇與羅志明都表示不會參選黨主席。

2005年9月1日，郭林勇在美國舊金山南灣桑尼維爾市南灣華僑文教服務中心舉辦演講餐會，演講〈台灣的路：未來該怎麼走？〉，分為四個主題：⑴台灣主權未定論；⑵聯合國的「一個中國」決議；⑶制憲正名是台灣一定要走的路；⑷台灣目前的難題。2008年，郭林勇的第6屆立法委員任期屆滿，未競選連任。

2008年2月1日，法務部政務次長李進勇轉任交通部政務次長，郭林勇接任法務部政務次長。

現任律師, 尚德法律事務所 所長 

Website: http://www.kcplaws.com/ （页面存档备份，存于）

## 外部連結
- 立法院 郭林勇委員簡介 （页面存档备份，存于）
- 郭林勇油畫粉絲頁

| 前任： 李進勇 | 法務部政務次長 2008年2月1日－2008年5月19日 | 繼任： 黃世銘 |

1. ↑  . 立法院.   [2020-01-31]. （原始内容存档于2020-01-31）.